# Hluchiw
Hluchiw (ukrainisch Глухів; russisch Глухов Gluchow, polnisch Głuchów) ist eine Stadt in der nordukrainischen Oblast Sumy mit etwa 18.500 Einwohnern. (2025) Hluchiw liegt 141 km nordwestlich vom Oblastzentrum Sumy und stellte bis Juli 2020 das Verwaltungszentrum des gleichnamigen Rajons Hluchiw dar, war jedoch selbst kein Teil desselben.
Der Anteil der städtischen Bevölkerung beträgt 99,3 %. Die Stadt verfügt über sieben Kindergärten (2004; 1990 noch 16), sieben allgemeinbildende Schulen (Schuljahr 2004/05) und acht Kulturhäuser (2004). Am 1. Januar 2005 waren in der Stadt 171 gesellschaftliche Vereinigungen registriert, darunter 116 Parteien und 55 gesellschaftliche Organisationen. Hluchiw ist über seinen Busbahnhof an das nationale Fernbusnetz angebunden.

## Geografische Lage
Die Stadt liegt auf einer Höhe von 166 m am Ufer des Esman (ukrainisch Есмань), einem 50 km langen Nebenfluss des Klewen. In Hluchiw kreuzen sich die  Regionalstraßen P–44 und P–65 und wenige Kilometer nördlich der Stadt verläuft die Fernstraße M 02.

## Geschichte

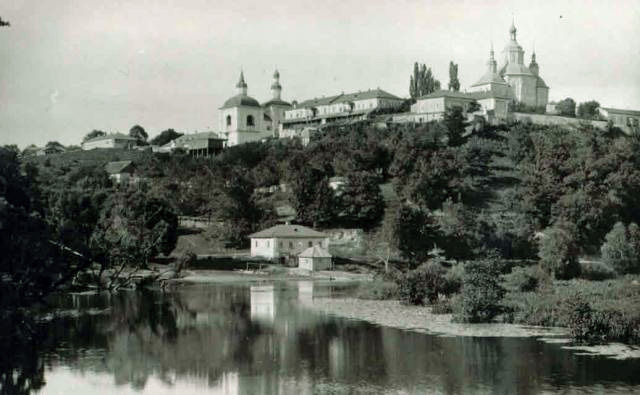
Hluchiw um 1900

Die Ortschaft wird erstmals 1152 in der Hypatiuschronik erwähnt, als sie Zentrum eines kleinen Fürstentums war. Sie gehörte später zum Königreich Polen und Polen (zuletzt in der Woiwodschaft Czernihów). 1667 wurde sie durch den Vertrag von Andrussowo ein Teil des Zarentums Russland. Die Ortschaft wurde auf Initiative des russischen Zaren Peter der Große wiederbelebt, der Hluchiw 1708 zur Hauptstadt des Kosaken-Hetmanats machte, die sich vorher in Baturyn befunden hatte. Unter den letzten Kosaken-Hetmanen wurde der Ort im barocken Stil umgestaltet. Nachdem das Hetmanat 1765 von Katharina der Großen aufgelöst wurde, verlor Hluchiw an Bedeutung, wozu auch etliche Feuer beitrugen.
1897 lebten in der Stadt 14.828 Einwohner, wovon 58,1 % Ukrainer, 25,9 % Juden und 15,0 % Russen waren. Kleinere Minderheiten stellten Polen (0,5 %), Deutsche (0,2 %) und Weißrussen (0,2 %). Insbesondere in der zweiten Hälfte des 20. Jahrhunderts stieg die Bevölkerung stark an, so dass 1979 bereits 32.386 Einwohner in der Stadt lebten. Bis 1989 wuchs die Einwohnerzahl auf 35.869 an. Im Gegensatz zu vielen anderen ukrainischen Städten verzeichnete Hluchiw in den 1990er Jahren nur geringe Bevölkerungsverluste, so dass 2001 35.768 Einwohner in der Stadt lebten. Seitdem ist die Bevölkerung wieder angestiegen, so dass momentan wieder mehr Einwohner in der Stadt leben als vor der Transformationskrise.

## Verwaltungsgliederung
Am 12. Juni 2020 wurde die Stadt zum Zentrum der neugegründeten Stadtgemeinde Hluchiw (Глухівська міська громада/Hluchiwska miska hromada). Zu dieser zählen auch die 23 in der untenstehenden Tabelle aufgelisteten Dörfer sowie die Ansiedlung Budiwelne, bis dahin bildete sie zusammen mit dem Dorf Sliporod die gleichnamige Stadtratsgemeinde Hluchiw (Глухівська міська рада/Hluchiwska miska rada) unter Oblastverwaltung im Zentrum des ihn umgebenden Rajons Hluchiw.
Am 17. Juli 2020 kam es im Zuge einer großen Rajonsreform zum Anschluss des Rajonsgebietes an den Rajon Schostka.
Folgende Orte sind neben dem Hauptort Hluchiw Teil der Gemeinde:
| Name                     | Name         | Name                          |
| ukrainisch transkribiert | ukrainisch   | russisch                      |
| ------------------------ | ------------ | ----------------------------- |
| Banytschi                | Баничі       | Баничи (Banitschi)            |
| Bilokopytowe             | Білокопитове | Белокопытово (Belokopytowo)   |
| Budiwelne                | Будівельне   | Будивельное (Budiwelnoje)     |
| Budyschtscha             | Будища       | Будища (Budischtscha)         |
| Chotmyniwka              | Хотминівка   | Хотминовка (Chotminowka)      |
| Dunajez                  | Дунаєць      | Дунаец                        |
| Hoduniwka                | Годунівка    | Годуновка (Godunowka)         |
| Ionyne                   | Іонине       | Ионино (Ionino)               |
| Kaljuschne               | Калюжне      | Калюжное (Kaljuschnoje)       |
| Krawtschenkowe           | Кравченкове  | Кравченково (Krawtschenkowo)  |
| Mazkowe                  | Мацкове      | Мацково (Mazkowo)             |
| Moskalenky               | Москаленки   | Москаленки (Moskalenki)       |
| Nekrassowe               | Некрасове    | Некрасово (Nekrassowo)        |
| Peremoha                 | Перемога     | Перемога (Peremoga)           |
| Poloschky                | Полошки      | Полошки (Poloschki)           |
| Prywillja                | Привілля     | Приволье (Priwolje)           |
| Saruzke                  | Заруцьке     | Заруцкое (Saruzkoje)          |
| Schtschebry              | Щебри        | Щебры                         |
| Semeniwka                | Семенівка    | Семёновка (Semjonowka)        |
| Sliporod                 | Сліпород     | Слепород (Sleporod)           |
| Sutysky                  | Сутиски      | Сутиски (Sutiski)             |
| Usdyzja                  | Уздиця       | Уздица (Usdiza)               |
| Wiktorowe                | Вікторове    | Викторово (Wiktorowo)         |
| Wosnessenske             | Вознесенське | Вознесенское (Wosnessenskoje) |

## Persönlichkeiten
In Hluchiw studierte der Komponist Dmitri Stepanowitsch Bortnjanski. Wahrscheinlich erhielt auch Maxim Beresowski einen Teil seiner Ausbildung in Hluchiw.

### Söhne und Töchter der Stadt
- Maxim Beresowski (1745–1777), Komponist
- Alexander Andrejewitsch Besborodko (1747–1799), russischer Staatsmann, zuletzt Kanzler
- Dmitri Stepanowitsch Bortnjanski (1751–1825), Komponist
- Andrei Kirillowitsch Rasumowski (1752–1836), russischer Diplomat, Musikmäzen und Kunstsammler
- Ilja Besborodko (1756–1815), Politiker, General und Senator
- Semjon Janowski (1789–1876), Marineoffizier und Forschungsreisender
- Mykola Muraschko (1844–1909), Maler
- Warwara Chanenko (1852–1922), Kunstsammlerin und Philanthropin
- Leo Winz (1876–1952), Journalist und Verleger
- Juri Schaporin (1887–1966), Komponist
- Edward Luckhaus (1910–1975), deutsch-polnischer Dreispringer
- Iossif Samuilowitsch Schklowski (1916–1985), sowjetischer Astronom und Astrophysiker
- Ada Rohowzewa (* 1937), Theater- und Filmschauspielerin
- Aljoscha (* 1974), Bildhauer und Maler
- Olexander Puzko (* 1981), Skilangläufer
- Anna Krywonos (* 1997), Biathletin

Festung
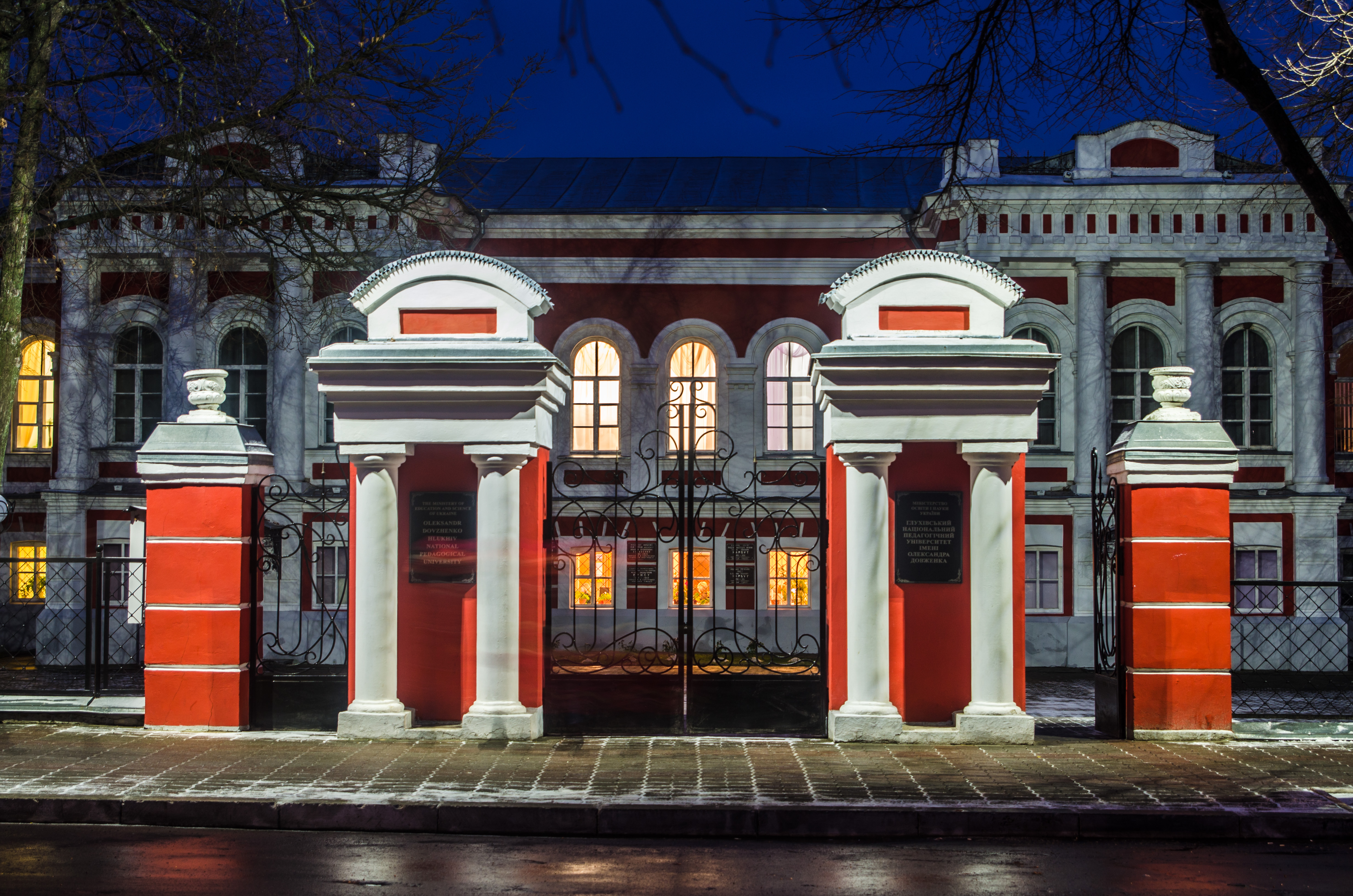
Universität
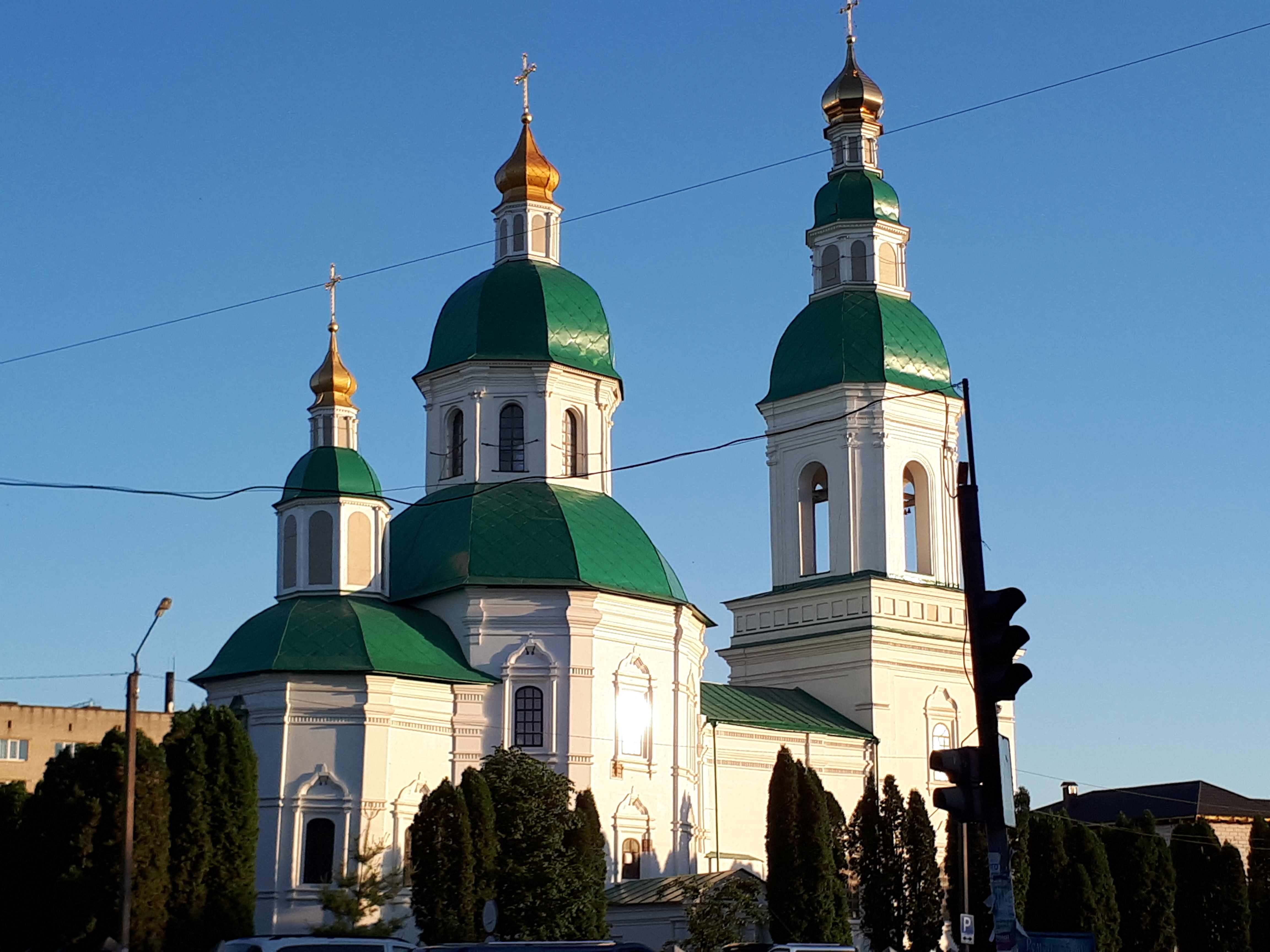
St.-Nikolaus-Kirche (1693)
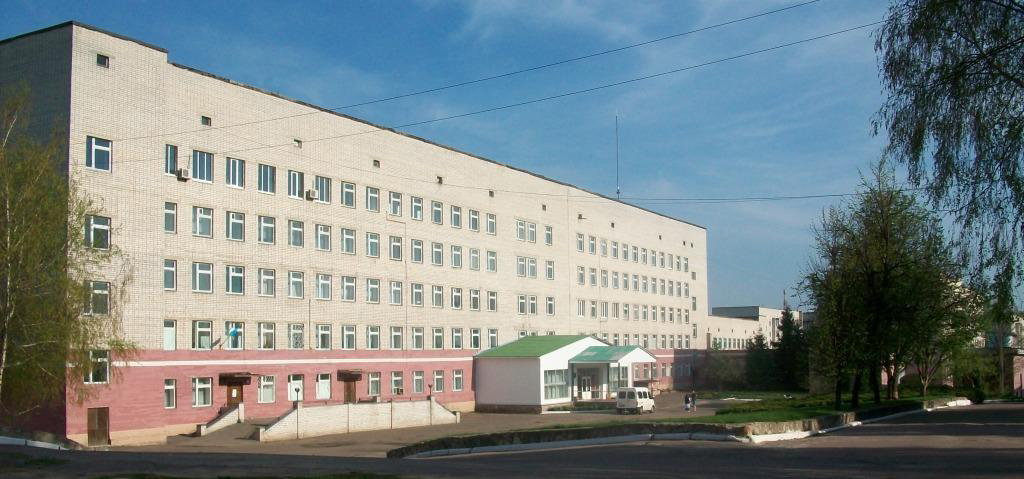
Krankenhaus